# 35-я гвардейская десантно-штурмовая бригада
35-я гвардейская десантно-штурмовая бригада, сокращённо 35-я дшбр (каз. 35-ші гвардиялық десанттық-шабуылдаушы бригадасы, в/ч 32363) — воинская часть в составе Десантно-штурмовых формирований Сухопутных войск СССР, в составе ВДВ СССР (с 1990 года) и на текущий момент в составе Десантно-штурмовых войск Казахстана.
Днём рождения формирования является 11 июня 1943 года, когда была сформирована 4-я гвардейская воздушно-десантная бригада (4-я гвдбр).

## Боевой путь в годыВеликой Отечественной войны
На 4-м Украинском фронте была развёрнута сильная группировка ВДВ в составе 4-й, 6-й и 7-й гвардейских воздушно-десантных бригад. Её планировалось применить при освобождении Крыма.
В декабре 1943 года 4-я и 7-я гвардейские воздушно-десантные бригады (4-я и 7-я гвдбр) были передислоцированы в Московский военный округ.
15 января 1944 года в соответствии с приказом командующего ВДВ Красной Армии № 00100 от 26.12.1943 г. в городе Ступино Московской области на базе 4-й, 7-й и 17-й отдельных гвардейских воздушно-десантных бригад (бригады дислоцировались в г. Востряково, Внуково, Ступино) была сформирована 16-я гвардейская воздушно-десантная дивизия. В дивизии по штату было 12 000 человек.
В августе 1944 года дивизия была передислоцирована в город Старые Дороги Могилевской области и 9 августа 1944 года вошла в состав вновь сформированного 38-го гвардейского воздушно-десантного корпуса. В октябре 1944 года 38-й гвардейский воздушно-десантный корпус вошёл в состав вновь сформированной Отдельной гвардейской воздушно-десантной армии.
8 декабря 1944 года армия была переформирована в 9-ю гвардейскую армию, 38-й гвардейский воздушно-десантный корпус стал гвардейским стрелковым.
Приказом Ставки Верховного Главнокомандующего № 0047 от 18 декабря 1944 года 16-я гвардейская воздушно-десантная дивизия была переформирована в 106-ю гвардейскую стрелковую дивизию 38-го гвардейского стрелкового корпуса. 4-я гвардейская отдельная воздушно-десантная бригада была переформирована в 347-й гвардейский стрелковый полк (347-й), 7-я гвардейская отдельная воздушно-десантная бригада — в 351-й гвардейский стрелковый полк (351-й гв.сп), 17-я гвардейская отдельная воздушно-десантная бригада — в 355-й гвардейский стрелковый полк (355-й гв.сп).
В состав 106-й гвардейской стрелковой дивизии входили:
- 347-й гвардейский стрелковый полк;
- 351-й гвардейский стрелковый полк;
- 355-й гвардейский стрелковый полк;
- 107-й отдельный гвардейский зенитно-артиллерийский дивизион;
- 193-й отдельный гвардейский батальон связи;
- 123-й отдельный гвардейский противотанковый дивизион;
- 139-й отдельный гвардейский сапёрный батальон;
- 113-я отдельная гвардейская разведрота;
- 117-я отдельная гвардейская химическая рота;
- 234-й отдельный гвардейский медсанбат.

В состав дивизии также была введена 57-я артиллерийская бригада трёхполкового состава:
- 205-й пушечный артиллерийский полк;
- 28-й гаубичный артиллерийский полк;
- 53-й миномётный полк.

В январе 1945 года дивизия в составе 38-го гвардейского стрелкового корпуса передислоцировалась по железной дороге в Венгрию, к 26 февраля сосредоточилась восточнее города Будапешт в районе: Сольнок — Абонь — Сойал — Териель и в начале марта вошла в состав 3-го Украинского фронта.
В марте-апреле 1945 года дивизия участвовала в Венской операции, наступая на направлении главного удара фронта. Дивизия во взаимодействии с соединениями 4-й гвардейской армии прорвала оборону противника севернее города Секешфехервар, вышла во фланг и тыл главным силам 6-й танковой армии СС, вклинившимся в оборону войск фронта между озёрами Веленце и Балатон. В начале апреля дивизия нанесла удар в северо-западном направлении в обход Вены и во взаимодействии с 6-й гвардейской танковой армией сломила сопротивление противника, выдвинулась к Дунаю и отрезала противнику пути отступления на запад. Дивизия успешно вела бои в городе, которые продолжались до 13 апреля. Указом Президиума Верховного Совета СССР от 29 марта 1945 года за участие в разгроме одиннадцати дивизий противника юго-западнее г. Будапешт и взятии г. Мор дивизия награждена орденом Кутузова II степени.
За прорыв укреплённой полосы обороны и овладение городом Мор весь личный состав получил благодарность Верховного Главнокомандующего.
Указом Президиума Верховного Совета СССР от 26 апреля 1945 года «За участие во взятии города Вена» дивизия награждена орденом Красного Знамени. С тех пор 26 апреля считается годовым праздником части.
В ходе Венской операции дивизия прошла с боями свыше 300 километров. В отдельные дни темп наступления её достигал 25-30 километров в сутки.
С 5 по 11 мая 1945 года дивизия в составе войск 2-го Украинского фронта принимала участие в Пражской наступательной операции.
5 мая дивизия была поднята по тревоге и совершила марш к австро-чехословацкой границе. Войдя в соприкосновение с противником, 8 мая она пересекла границу Чехословакии и с ходу овладела городом Зноймо.
9 мая дивизия продолжала боевые действия по преследованию врага и успешно развивала наступление на Рец, Писек. Дивизия совершила марш, преследуя противника, и за 3 дня прошла с боями 80-90 км.
В 12.00 11 мая 1945 года передовой отряд дивизии вышел на реку Влтава и в районе деревни Олешня встретился с войсками американской 5-й танковой армии. Здесь закончился боевой путь дивизии в Великой Отечественной войне.

## История 1945—1979. 111-й парашютно-десантный полк
По окончании боевых действий дивизия из Чехословакии своим ходом вернулась в Венгрию.
С мая 1945 года по январь 1946 года дивизия располагалась лагерем в лесах южнее Будапешта.
На основании Постановления Совета Министров СССР № 1154474сс от 3 июня 1946 года и директивы Генерального штаба Вооружённых Сил СССР №орг/2/247225 от 7 июня 1946 года к 15 июня 1946 года 106-я гвардейская стрелковая Краснознамённая ордена Кутузова дивизия была переформирована в 106-ю гвардейскую воздушно-десантную Краснознамённую ордена Кутузова дивизию. 347-й гвардейский стрелковый полк 106-й гвардейской стрелковой дивизии 38-го гвардейского стрелкового корпуса был переформирован в 347-й гвардейский парашютно-десантный полк (347-й пдп).
С июля 1946 года дивизия дислоцировалась в г. Тула. Дивизия входила в состав 38-го гвардейского воздушно-десантного Венского корпуса (штаб корпуса — г. Тула).
3 декабря 1947 года дивизии было вручено новое Гвардейское Боевое Знамя.
15 октября 1948 года в г.Рязань на базе 347-го пдп формируется 11-я гвардейская воздушно-десантная дивизия (11-й гв.вдд). На базе 1-го парашютно-десантного батальона полка формируется 111-й гвардейский парашютно-десантный полк, а на базе 2-го парашютно-десантного батальона — 137-й пдп.
В марте 1955 года 11-ю гв.вдд двухполкового состава расформируют. 137-й пдп передадут в состав 106-й гв.вдд, а 111-й пдп был передан в состав 105-й гвардейской Венской Краснознамённой воздушно-десантной дивизии (105-я гв.вдд). В состав 105-й вдд также передадут 351-й гвардейский парашютно-десантный полк.
В октябре 1956 года 111-й пдп передислоцирован в г.Рыбинск Ярославской области.
С августа 1960 года 105-я гв.вдд в полном составе была передислоцирована в Туркестанский военный округ со штабом дивизии в г. Фергане. Подчинённые дивизии линейные полки и части боевого и тылового обеспечения были передислоцированы в города Чирчик, пос. Азадбаш, Коканд, Наманган Узбекской ССР и в г. Ош Киргизской ССР. 111-й пдп был передислоцирован в г. Ош.
В 1968 году было проведено двустороннее полковое учение 111-го парашютно-десантного полка (командир полка подполковник Буданов Б. М.) и 351-го парашютно-десантного полка (командир полка подполковник Жигульский П. Г.) с десантированием. Личный состав показал твердые навыки и умения по действиям в горно-пустынной местности и получил высокую оценку со стороны вышестоящего командования.
В 1969 году 111-й пдп участвовал в тактическом учении совместно с войсками Среднеазиатского военного округа и получил хорошую оценку. Полковые учения с 345-м и 351-м парашютно-десантными полками, проводимые командиром дивизии, также были оценены на оценку «хорошо».
В 1973 году 111-й пдп проводил учения совместно с войсками САВО в 300 километрах северо-восточнее от места дислокации в г.Фрунзе. Полк должен был «уничтожить» отдельный ракетный дивизион танковой дивизии. Полк десантировался на четыре площадки приземления, что позволило сразу же окружить весь позиционный район дивизиона. Генерал армии Лященко Н.Г., впервые наблюдавший подобные действия десантников, поблагодарил их за смелость и инициативу и выставил полку отличную оценку.
Личный состав планомерно подготавливался к боевым действиям в горно-пустынной местности. 

Проводились учения по выброске воздушных десантов с целью захвата господствующих горных высот и перевалов в случае войны. С этой целью в 1967 году 1-й парашютно-десантный батальон 111-го пдп выбрасывали на горное плато на высоте 3600 метров. О сложности горной подготовки можно судить по такому факту, что из тактической группы в 200-и бойцов из разведчиков 100-й отдельной гвардейской разведывательной роты (100-я орр) и 1-й парашютно-десантной роты 345-го пдп, при восхождении на пик Урожай высотой 4000 метров Алайского хребта (категория сложности восхождения по YDS — 2А), смогли взойти на вершину только 15 человек. 

27 июля 1968 года на склон пика Ленина, на высоту 7100 метров, был выброшен десант парашютистов, в составе которой было 10 военнослужащих 111-го пдп. Перед данной выброской было проведено десантирование на подножие пика Ленина, на высоте 6100 метров, 36 военнослужащих срочной службы 36 человек 111-го пдп под командованием капитана Георгия Тайнаса.

По замыслу военного руководства, в случае крупномасштабных боевых действий с КНР, 111-й пдп предполагался к высадке в Синьцзян-Уйгурском автономном районе и захвата административного центра города Урумчи.
Вооружение и личный состав линейных полков дивизии различался.

111-й пдп являлся так называемым «пешим полком» — штатным средством передвижения в парашютно-десантных ротах были автомобили ГАЗ-66. В 345-м и 351-м пдп личный состав линейных рот имел на вооружении БМД-1. Но в отличие от 345-го и 351-го пдп, полковая артиллерия которой была представлена только одной миномётной батареей 120мм ПМ-43, в «пешем» 111-м пдп кроме указанной миномётной батареи входила ещё самоходная артиллерийская батарея из 10-и авиадесантных самоходных орудий АСУ-57.

Штатная численность личного состава парашютно-десантных полков на БМД-1 составляла 1674 человек. «Пешего» 111-го пдп — 1697 человек.

## История 1979—1991 годов
1 июля 1979 года 1-й парашютно-десантный батальон 111-го пдп в количестве 326 военнослужащих был переброшен в Республику Афганистан, для охраны стратегически важного военного аэродрома под городом Баграм. После ввода советских войск в Афганистан данный батальон войдёт в состав 345-го опдп.
С осени 1979 года было начато реформирование 105-й гв.вдд, в результате которого на базе двух парашютно-десантных полков (111-го и 351-го пдп), одного артиллерийского полка (1181-й ап) и подразделений боевого и тылового обеспечения дивизии были созданы три отдельные десантно-штурмовые бригады. От прежнего состава 105-й гв.вдд не подвергся реформированию только 345-й гв.пдп, получивший наименование «отдельный» (345-й опдп). На базе 351-го парашютно-десантного полка была сформирована 56-я одшбр.
В октябре 1979 года сформированная на базе 111-го пдп и 104-го озенад (104-й отдельный гвардейский зенитно-артиллерийский дивизион из состава 105-й вдд), 35-я отдельная гвардейская десантно-штурмовая бригада (35-я одшбр) была передислоцирована в город Котбус, ГДР, в состав ГСВГ.
35-я одшбр считается преемником 111-го парашютно-десантного полка.
Официальным днём образования 35-я одшбр считается 20 ноября 1979 года, когда прошло первое торжественное построение, на котором командир бригады гвардии подполковник Швец Николай Александрович зачитал Приказ № 1 по в/ч16407 об основании бригады.
Бригада находилась в составе частей и соединений группового подчинения.
Кроме 35-й одшбр в состав ГСВГ из десантно-штурмовых частей также входили отдельные десантно-штурмовые батальоны (одшб) приданные Армиям:
- 3-я общевойсковая Краснознамённая армия — 899-й одшб дислоцированный в Бурге,
- 8-я гвардейская общевойсковая ордена Ленина армия — 900-й одшб в Лейпциге,
- 1-я гвардейская танковая Краснознамённая армия — 1044-й одшб в Кёнигсбрюке,
- 2-я гвардейская танковая Краснознамённая армия — 1185-й одшб в Равенсбрюке.

Причём из указанных 4 одшб — 3 (кроме 1185-го одшб) также были сформированы из воинских частей расформированной 105-й вдд.
В составе с развёрнутым полностью штатом (в период до 1988 года) 35-й одшбр входили:
- Управление бригады
- три (1-й, 2-й, 3-й) парашютно-десантных батальона (пдб) на автомобилях ЗИЛ-131 («пешие»)
- один (4-й) десантно-штурмовой батальон (дшб) на БМД-1
- гаубичный артиллерийский дивизион (гадн) на 122-мм гаубица Д-30
- реактивная артиллерийская батарея (реабатр) на РСЗО БМ-21В
- зенитно-ракетная батарея (зраб)
- противотанковая батарея (птб)
- разведывательная рота (рр)
- рота связи (рс)
- инженерно-сапёрная рота (иср)
- взвод радиационной и химической разведки (врхр)
- рота десантного обеспечения (рдо)
- рота материального обеспечения (рмо)
- автомобильная рота (авторота)
- медицинская рота (медрота)
- взвод управления начальника артиллерии (вуна)
- комендантский взвод (кв)
- оркестр

Батальонная артиллерия в пдб была представлена миномётной батареей (минбатр) на ПМ-38 и самоходной артиллерийской батареей (сабатр) на 2С9 в составе дшб.

В 1988 году произошли следующие изменения:
- в вооружении 4-й дшб заменят БМД-1 на грузовые автомобили ЗИЛ-131, а 2С9 на ПМ-38
- все 4 батальона переименуют в десантно-штурмовые батальоны («пешие»)

Личный состав бригады достигал 3000 человек. Войсковая часть 16407, позывной — «Веский».

## 35-я одшбр в Вооружённых Силах Республики Казахстан
В связи с международными договорённостями в 1991-м начался вывод частей и соединений ГСВГ.
28 мая 1991 года 35-я одшбр была выведена в г.Капчагай Алматинской области КазССР. Подразделения бригады были расквартированы в военном городке, который до неё занимала 22-я отдельная бригада специального назначения Среднеазиатского военного округа.
По замыслу военного руководства на базе 35-й одшбр, выведенной из Афганистана 56-й огдшбр дислоцированной в г.Иолотань Туркменской ССР и 387-го отдельного учебного парашютно-десантного полка дислоцированного в г. Фергана Узбекской ССР, было решено произвести повторное формирование вновь возрождаемой 105-й гвардейской Венской воздушно-десантной дивизии.
Было приказано приступить к формированию 111-го гвардейского парашютно-десантного полка на базе 35-й отдельной гвардейской десантно-штурмовой бригады. Формирование полка планировалось завершить к 1 октября 1992 года. Местом дислокации для 111-го пдп был определён г.Капчагай. Бригада из десантно-штурмовой до окончательного переформирования в полк, была переименована в воздушно-десантную (овдбр).
В связи с Распадом СССР в декабре 1991 года, полное формирование 105-й гв.вдд оказалось под вопросом. Части создаваемой дивизии находились на территориях трёх независимых государств.
24 апреля 1992 года 35-я овдбр была выведена из состава 105-й гв.вдд.
По результатам международных соглашений в Алматы проведённых 7 мая 1992 года, 13 мая 35-я овдбр отошла к Вооружённым Силам Республики Казахстан (ВС РК).
20 апреля 1993 года 35-я отдельная гвардейская воздушно-десантная бригада была переименована в 35-ю отдельную гвардейскую десантно-штурмовую бригаду.
В связи с оттоком офицеров и прапорщиков славянских национальностей и недостаточного финансирования из-за общего экономического спада в государствах СНГ, во вновь созданных ВС РК наступил кадровый кризис. По всем армейским частям проходили реформы по сокращению штатов подразделений. Нехватка офицерского состава вынудила военное руководство провести кадрирование практически во всех боеспособных частях.

В 35-й одшбр к 1994-му были расформированы 4-й батальон и разведывательная рота, сокращены штаты артиллерийского дивизиона, в каждом десантно-штурмовом батальоне были кадрированы по одной парашютно-десантной роте и расформированы миномётные батареи. К лету 1995 года личный состав бригады составил около 1500 человек.
11 августа 2000 года бригада вошла в состав войск Южного военного округа.
6 июля 2000 года указом Президента Казахстана «О Структуре Вооружённых Сил Республики Казахстан», было решён вопрос о создании Мобильных Сил.
1 февраля 2001 года бригада выведена из состава Южного военного округа и включена в состав Мобильных Сил ВС РК.
12 ноября 2003 года Мобильные Силы ВС РК переименованы в Аэромобильные Войска ВС РК. Но днём основания Аэромобильных Войск ВС РК принято считать 6 июля 2000 года.
С ростом экономики Казахстана и увеличением финансирования ВС РК начиная с 1999-го началось частичное восстановление расформированных подразделений и перевооружение бригады. В десантно-штурмовых батальонах были заново сформированы миномётные батареи (минбатр), заново сформирована разведывательная рота, сформирована рота тяжёлых пулемётов (ртп) получивших на вооружение НСВ-12,7, сформирована реактивная артиллерийская батарея (реабатр) на БМ-21, военнослужащие получили новую современную экипировку.
Также благодаря дополнительному финансированию для нужд 35-й одшбр был построен новый банно-прачечный комбинат, новая столовая для солдат с современным оборудованием и отстроены новые дома для офицерского состава.
Для разведывательных подразделений бригады были закуплены и опробованы парашютные системы «Арбалет» и мотопарапланы.
На 2015 год рядовой состав 35-й одшбр набирался исключительно из военнослужащих контрактной службы.

Сержантский состав бригады состоит полностью из профессиональных сержантов-контрактников, выпускников Кадетского корпуса имени Ш. Уалиханова Министерства обороны Республики Казахстан.
В состав 35-й дшбр входят:
- Управление бригады
- 351-й десантно-штурмовой батальон «Барс», на БТР-80
- 352-й десантно-штурмовой батальон «Беркут», на ГАЗ-66, («пеший»)
- 353-й десантно-штурмовой батальон (кадрированный), на ГАЗ-66, («пеший»)
- гаубичный артиллерийский дивизион (гадн) на 122-мм гаубица Д-30
- реактивная артиллерийская батарея (реабатр) на РСЗО БМ-21
- зенитно-ракетная батарея (зраб)
- противотанковая батарея ПТУР (бптур)
- рота тяжёлых пулемётов (ртп) «Утёс» НСВ-12,7
- разведывательная рота (рр)
- рота связи (рс)
- инженерно-сапёрная рота (иср)
- рота химической защиты (рхз)
- рота десантного обеспечения (рдо)
- рота материального обеспечения (рмо)
- медицинская рота (медрота)
- комендантский взвод (комв)
- оркестр

Личный состав бригады около 1000 человек. Войсковая часть 32363, позывной — «Босфор».

## Участие бригады в международных акциях
Таджикистан. Август 1992 года — июль 1994 года. 

Согласно решению руководства ОДКБ сводный казахстанский батальон находился в Горном Бадахшане и выполнял боевую задачу по охране таджико-афганской границы в кризисный период после начала Гражданской войны в Таджкистане.

Совместно с казахстанским батальоном, на смежных участках сходные задачи решали узбекский и киргизский батальоны.

Первоначально осенью 1992 года в Таджикистан отправили 1 десантно-штурмовой батальон без техники в количестве 300 бойцов от 35-й одшбр. С весны 1993 года сформировали сводный батальон из 3-х стрелковых рот без штатной авто- и бронетехники от трёх силовых ведомств. Было принято в Таджикистан отправлять сводный стрелковый батальон сроком на 3 месяца — попеременно одну сводную роту от 68-й мотострелковой дивизии из Сарыозека или от управления погранвойск, одну роту от 35-й одшбр и одну роту от полка оперативного назначения внутренних войск из Шымкента.

Боевая задача казахстанских военных в Таджикистане заключалось в усилении блокпостов и застав пограничного отряда РФ в н.п. Калаи-Хумб. Там же ВС РК понесли первые и пока самые тяжёлые потери за всю свою историю по итогам одного боя. 7 апреля 1995 года в Пшихаврском ущелье Памира. Рота военнослужащих внутренних войск во время марша попала в засаду и приняла неравный бой с противником. 17 человек погибли, ещё 33 солдата получили ранения. Всё за время пребывания в Таджикистане, в ходе боевых действий сводный казахстанский батальон потерял убитыми и без вести пропавшими 54 бойца.

В июле 1994 года 35-я одшбр руководством ВС РК была освобождена от задачи по комплектованию и отправке своих сводных подразделений в Таджикистан, переложив эту функцию на 68-ю мсд.

## Командиры 35-й одшбр/35-й дшбр
- Швец, Николай Александрович — последний командир 111-го гвардейского парашютно-десантного полка — 1979—1985;
- Химич, Иван Андреевич — 1985—1987;
- Федотов, Александр Николаевич — 1987—1989;
- Борисов, Геннадий Сергеевич — 1989—1990;
- Семенюта, Станислав Юрьевич — 1990—1992;
- Новиков, Александр Михайлович — 1992—1993;
- Еламанов, Уали Бисаканович — 1993—1996;
- Дюсекеев, Мукан Естаевич — 1996—1998;
- Алдабергенов, Адылбек Калибекович — 1998—2001;
- Койбаков, Талгат Мамыртаевич
- Куткужинов, Арман Самигулаевич
- Убеков, Бакытжан Боранбаевич
- Касенов, Ержан Байкенович
- Гусейнов, Максут
- Усербаев, Баглан Абдижалелович
- Аманкалиев, Бейбыт Буркитбаевич